# شوح متهدل
شوح متهدل (الاسم العلمي:Abies pendula) هو نوع من النباتات يتبع جنس الشوح من الفصيلة الصنوبرية.